# Ali Silem
Ali Silem (20 de desembre de 1947, Sfisef, Algèria) és un pintor algerià.

## Biografia
Ali Silem va néixer en una família originària de Taurirt-El-Hadjadj, At-Yanni. Entre 1969 i 1975, va estudiar a l'Escola des Belles Arts d'Alger. Des del 1972, ha participat a diverses exposicions col·lectives i presentà regularment, des de 1982, diverses exposicions personals a Algèria i després a França.
De 1985 a 1994, Ali Silem fou director de la col·lecció "Arts et Patrimoine" (1985-1994) de l'Empresa Nacional d'Arts Gràfiques (ENAG). El 1991, assumí l'ensenyament del mòdul de "tècniques d'impressió" à l'Escola de Belles Arts d'Alger.
Silem és l'autor de molts articles sobre pintura a Algèria, i ha il·lustrat moltes col·leccions de text i de poesia, incloses les de Lazhari Labtar, Hamid Tibouchi, Abdelmadjid Kaouah, Pius Ngandou N'Kachama, Mostefa Lacheraf, Abdelhamid Laghouati, i produeix llibres d'artistes Ali Silem et les livres d'artistes, Biblioteca municipal, Pau, 2003).